# JSX (JavaScript)
JSX (JavaScript Syntax Extension oder gelegentlich JavaScript XML) ist eine Syntax-Erweiterung für JavaScript (Syntaktischer Zucker). JSX wurde für das Framework React entwickelt und wird als Auszeichnungssprache für Komponenten verwendet.

## Syntax
JSX ist in seiner Syntax ähnlich zu Hypertext Markup Language, wie das folgende Beispiel zeigt:
```
const
 
user
 
=
 
"Max Mustermann"
;

const
 
element
 
=
 
(

  
<
div
>

    
<
h1
 
className
=
"greeting"
>
Hallo
,
 
{
user
}
<
/h1>

    
<
a
 
href
=
"https://www.reactjs.org"
>
link
<
/a>

  
<
/div>

);

```

Beim Übersetzen von JSX wird daraus der folgende React-JavaScript-Code mit erzeugt: 
```
const
 
user
 
=
 
"Max Mustermann"
;

const
 
element
 
=
 
React
.
createElement
(
"div"
,
 
{},
 
[

  
React
.
createElement
(
"h1"
,
 
{
 
className
:
 
"greeting"
 
},
 
[
"Hallo, "
,
 
user
]),

  
React
.
createElement
(
"a"
,
 
{
 
href
:
 
"https://www.reactjs.org"
 
},
 
[
"link"
])

]);

```

Der folgende Beispielcode zeigt, wie man JSX in React mittels ReactDOM.render() einbetten kann. 
```
const
 
name
 
=
 
'Max Mustermann'
;

const
 
element
 
=
 
<
h1
>
Hallo
,
 
{
name
}
<
/h1>;

ReactDOM
.
render
(

  
element
,

  
document
.
getElementById
(
'root'
)

);

```

### Attribute
Man benutzt meistens Anführungszeichen um string-Literale als Attribute zu verwenden:
```
const
 
element
 
=
 
<
a
 
href
=
"https://www.wikipedia.org"
>
 
link
 
<
/a>;

```

Ebenfalls kann man geschweifte Klammern verwenden, um JavaScript-Ausdrücke in ein Attribut einzubinden:
```
const
 
element
 
=
 
<
img
 
src
=
{
user
.
avatarUrl
}
><
/img>;

```

### Sicherheit (XSS)
JSX verhindert Injection-Attacken wie Cross-Site-Scripting (XSS). Es ist sicher, Benutzereingaben wie diese einzubetten:
```
const
 
title
 
=
 
response
.
potentiallyMaliciousInput
;

// Dies ist sicher:

const
 
element
 
=
 
<
h1
>
{
title
}
<
/h1>;

```

Standardmäßig entschlüsselt React DOM alle in JSX eingebetteten Werte, bevor sie gerendert werden. Alles wird in eine Zeichenkette konvertiert, bevor es gerendert wird.

### Props in JSX
Man kann einen beliebigen JavaScript-Ausdruck als Prop übergeben, indem man ihn mit {} umgibt. Zum Beispiel in diesem Code:
```
<
MyComponent
 
foo
=
{
1
 
+
 
2
 
+
 
3
 
+
 
4
}
 
/>

```

Für MyComponent wird der Wert von props.foo 10 sein, weil der Ausdruck 1 + 2 + 3 + 4 ausgewertet wird.
if-Anweisungen und for-Schleifen sind in JavaScript keine Ausdrücke (sondern Anweisungen), daher können sie in JSX nicht direkt verwendet werden.

## Vue
Das Framework Vue.js verwendet eine eigene Auszeichnungssprache, kann aber auf Wunsch mit JSX verwendet werden.

## TSX
Zur Verwendung von JSX mit TypeScript wird die Dateierweiterung .tsx verwendet.